# Maurits Niekerk

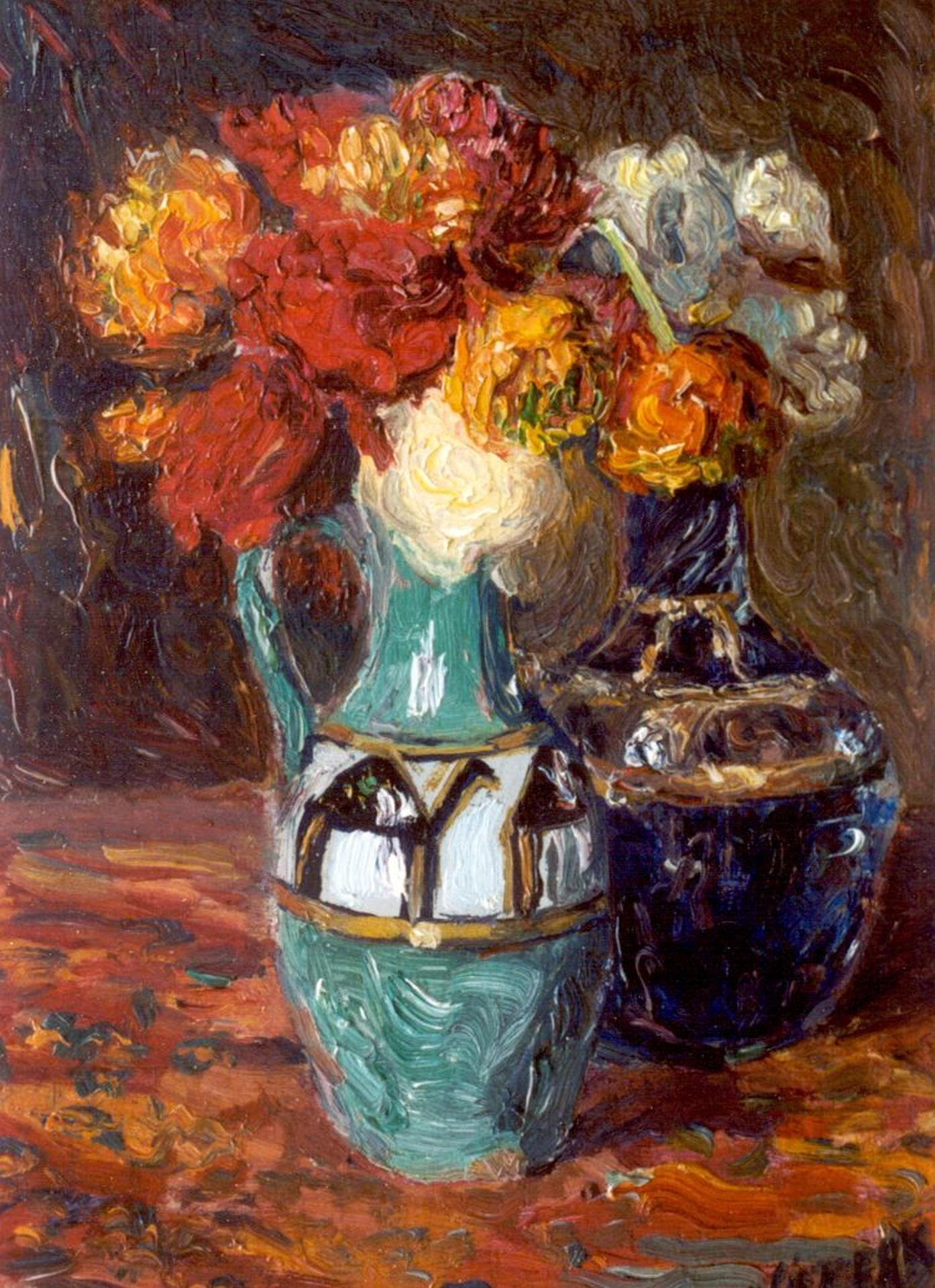
Stillleben mit zwei Vasen

Maurits Joseph Niekerk (* 11. September 1871 in Amsterdam; † 20. März 1940 in Paris) war ein niederländischer impressionistischer Landschafts- und Stilllebenmaler.
Von 1887 bis 1893 studierte er an der Rijksakademie van beeldende kunsten in Amsterdam und verbrachte einige Zeit an der Koninklijke Academie voor Schone Kunsten van Antwerpen. Während seines Studiums in Antwerpen besuchte er Brügge, wo er Valerius de Saedeleer (1867–1941) traf, der ihn in die Künstlerkolonie in Sint-Martens-Latem einführte.
Er war beeindruckt von der Gegend und kaufte einen kleinen Bauernhof in der Nähe, auf dem er bis 1903 lebte. Seine Gemälde waren in dieser Zeit jedoch sehr hell getönt, im Gegensatz zu dem dunkleren Stil, den die Laethemer Schule praktizierte. Es waren hauptsächlich Landschaften und Stillleben, obwohl er auch Innenräume malte. Sein Freund Karel van de Woestijne schrieb mehrere Artikel über ihn für Elseviers Geïllustreerd Maandblad.
Er war auch Kunstkritiker und Schriftsteller, u. a. Autor eines Artikels über die Dreyfus-Affäre.
Er reiste viel und machte lange Besuche in Deutschland und Italien. 1903 zog er nach Brüssel und malte Szenen des Stadtlebens. Später zog er nach Paris. Trotz seiner langen Abwesenheit in den Niederlanden sind viele seiner Werke im Museum Boijmans Van Beuningen in Rotterdam und im Königlichen Museum der Schönen Künste Antwerpen zu sehen.